# Association Saint-Camille-de-Lellis
Pour les articles homonymes, voir De Lellis et Saint-Camille.
L'Association Saint Camille de Lellis, parfois appelée la Saint-Camille, est une association fondée par Grégoire Ahongbonon offrant des soins en résidence à des personnes souffrant de maladie mentale en Afrique de l'Ouest. Créée en 1991 à Bouaké (Côte d'Ivoire), elle opère 18 centres spécialisés en psychiatrie communautaire dans 3 pays : Bénin, Côte d'Ivoire et Togo.

## Histoire
Grégoire Ahongbonon est né au Bénin et a immigré en Côte d'Ivoire, il a d'abord été mécanicien,. Les activités de l'association ont commencé en 1983 à Bouaké, ses premiers statuts ont été formalisés en 1991, et elle s’est ensuite étendue au Bénin en 2004. L’Association est désormais présente également au Togo depuis 2016.
En près de 25 ans, les centres de la Saint-Camille ont remis sur pied plus de 100 000 hommes et femmes, et ce, quasiment sans aucune aide financière gouvernementale. Son combat en est un contre toute forme d’exclusion sociale, en ciblant en premier lieu les personnes aux prises avec la maladie mentale. Elle accueille les personnes errant dans les rues, enchaînées ou clouées dans le bois dans les villages ou dans les villes, ainsi que tout malade accompagné par un parent.
En Afrique de l’Ouest, ces gens sont encore souvent considérés comme possédés du démon ou ensorcelés. L’entourage se tient à distance devant des comportements inexpliqués, abandonnant ou marginalisant ceux qui ont en fait besoin de soins.
En 2005, Saint-Camille avait 12 centres en Côte d'Ivoire et au Bénin.
En 2015, il existe des centres en Côte d'Ivoire, au Bénin, au Togo et au Burkina Faso. Les patients sont d’abord accueillis dans des centres d’hébergement appelés aussi centres d'accueil, maillon fondamental de la Saint-Camille pour retrouver sa dignité et sa liberté. On y diagnostique leur trouble ou leur maladie, puis on la traite par une médication. Selon son évolution personnelle, les personnes stabilisées sont ensuite dirigées vers un centre de réhabilitation appelé aussi centre de réinsertion pour y apprendre un métier ou exercer son travail, et ainsi entamer sa réintégration dans sa communauté d’origine. Il existe aussi des centres relais où sont déposés des médicaments pour l'approvisionnement des malades. Ils ont été créés pour surmonter l'obstacle à l'accessibilité des médicaments que constitue la distance. Au Bénin, plus d'une vingtaine de centre relais, ils couvrent le territoire national.

## Fraternité Saint Camille de Lellis - Oasis d'Amour
La Fraternité est née dès 2003  au cœur de l'Association, en suivant l'intuition de son fondateur Grégoire Ahongbonon. Elle regroupe des hommes et des femmes qui ont consacré leur vie pour le service des personnes ayant une maladie mentale. Le charisme de cette fraternité est de rechercher le visage du Christ dans les personnes vivant avec un handicap mental, les « Oubliés des oubliés », en gardant une attention à toute personne rejetée par la société, les aidant à retrouver leur dignité humaine, dans un abandon total à la Providence.

## Liste des centres de l'Association Saint Camille de Lellis

### Côte d'Ivoire
Centres d'Accueil :
- Centre d'Accueil pour Femmes de Bouaké situé dans l'enceinte du CHU, ouvert en 1994
- Centre d'Accueil St-Jean-de-Dieu pour Hommes de Bouaké quartier Nimbo, ouvert en 1996
- Centre d'Accueil et de Réinsertion de Bondoukou, ouvert en 2004

Centres dédiés à la réinsertion :
- Centre de Réinsertion pour Hommes de Bouaké quartier Dar Es Salam 3, ouvert en 1996
- Centre de Réinsertion pour Femmes de Bouaké quartier Belle-Ville 2, inauguré en 2012 par la Première dame de Côte d'Ivoire Dominique Ouattara [5]

Autres centres :
- Hôpital Général Saint Camille, hôpital social à Bouaké quartier Nimbo, ouvert en 1998
- Centre de santé Saint-Camille, situé à Bouaké au sein du Centre de Réinsertion pour Femmes
- 20 Centres Relais partenaires pour le suivi des malades

### Bénin
Centres d'Accueil :
- Centre d'Accueil d'Avrankou, ouvert en 2004
- Centre d'Accueil Sts-Louis-et-Zélie-Martin de Bohicon, ouvert en 2006
- Centre d'Accueil et de Réinsertion St-Louis-Marie-Grignon-de-Montfort de Djougou, ouvert en 2011
- Centre d'Accueil de Tokan, situé à Abomey-Calavi inauguré en 2016 par le Nonce apostolique Mgr Brian Udaigwe
- Centre d'Accueil et de Réinsertion de Dassa, comprenant un bâtiment dédié à la toxicomanie, inauguré en 2024

Centres dédiés à la réinsertion :
- Centre de Réinsertion de Calavi, siège de l'Association
- Ferme agropastorale d'Agoïta, située à Domè, ouverte en 2009
- Centre de formation professionnelle de Dangbodji, situé à Avrankou

Autres centres :
- Centre médical d'Adjarra
- Plateau-technique médical de Tokan, situé à Abomey-Calavi, ouvert en 2022
- 26 Centres Relais partenaires pour le suivi des malades

### Togo
Centres d'Accueil :
- Centre d'Accueil Notre-Dame-du-Bon-Secours de Kpalimé, ouvert en 2016
- Centre d'Accueil et de Réinsertion Miséricorde de Zooti, ouvert en 2017
- Centre d'Accueil et de Réinsertion de Sokodé-Amaoudè, inauguré en 2019

Autres centres :
- Une dizaine Centres Relais partenaires pour le suivi des malades à Afagnan, Ahépé, Aného, Kara, Lomé, Tokpli, ... etc.